# Tobias Studer
Tobias Studer (* 28. März 1998) ist ein Schweizer Unihockeyspieler. Er steht beim Nationalliga-A-Vertreter HC Rychenberg Winterthur unter Vertrag.

## Karriere
Studer begann seine Karriere beim HC Rychenberg Winterthur, bei welchem er 2015 erstmals für die erste Mannschaft in der Nationalliga A auflief. Am 12. Mai 2017 gab der Verein bekannt, dass Studer zur Saison 2017/18 im Kader der ersten Mannschaft stehen wird.